# Швелиці
Швелиці (пол. Szwelice) — село в Польщі, у гміні Карнево Маковського повіту Мазовецького воєводства.
Населення — 384 особи (2011).
У 1975-1998 роках село належало до Цехановського воєводства.

## Демографія
Демографічна структура станом на 31 березня 2011 року:
|          | Загалом | Допрацездатний вік | Працездатний вік | Постпрацездатний вік |
| -------- | ------- | ------------------ | ---------------- | -------------------- |
| Чоловіки | 193     | 50                 | 121              | 22                   |
| Жінки    | 191     | 38                 | 110              | 43                   |
| Разом    | 384     | 88                 | 231              | 65                   |